# Frédéric Piette
Frédéric Piette (né le 22 septembre 1946 à Doingt) est un athlète français, spécialiste du lancer du disque.

## Biographie
Il remporte huit titres de champion de France du lancer du disque de 1973 à 1981.
Il améliore à sept reprises le record de France du lancer du disque, le portant à 61,76 m en 1977. Son premier record se situe le 1er avril 1973 à Oignies où il atteint la marque de 58,08 m et il est le premier discobole français à dépasser les soixante mètres, soit exactement 60,96 m, le 20 septembre 1975 à Sallaumines.
Lors de l'une des trois demi-finales de la Coupe d'Europe des Nations masculine, le 17 juillet 1977 au stade de Crystal Palace à Londres, Frédéric termine deuxième de sa discipline avec un lancer de 58,78 m derrière le soviétique Vikhor et devant les six autres représentants nationaux.
Au terme de ses études de médecine, il devient docteur spécialiste en dermatologie à la cité hospitalière de Lille.

### Palmarès
- Championnats de France d'athlétisme :
  - 8 fois vainqueur du lancer du disque en 1973,1974,1976,1977,1978, 1979, 1980 et 1981.

### Records
| Épreuve          | Performance | Lieu    | Date |
| ---------------- | ----------- | ------- | ---- |
| Lancer du disque | 61,76 m     | Oignies | 1977 |